# Hafen Mertert
Der Hafen von Mertert ist ein Hafen auf der luxemburgischen Seite der Mosel zwischen Mertert und Grevenmacher. Er wurde entlang der Wäistrooss (der N1 bzw. N10) gebaut und ist der einzige Güterhafen in Luxemburg.
Von der Hafeneinfahrt sind es 208,45 km auf der Mosel bis zum Rhein in Koblenz.
Der Hafen erstreckt sich über eine Gesamtfläche von 65 ha.
Betrieben wird der gesamte Hafen von einem Konzessionär, der Société du Port de Mertert S.A., die am 3. Juli 1964 gegründet wurde und sich zu 50 % im Besitz des Staates Luxemburg, zu 40 % im Besitz des Stahlkonzerns Arcelor-Mittal und zu jeweils 5 % im Besitz der Banken BIL und Fortis Bank befindet.

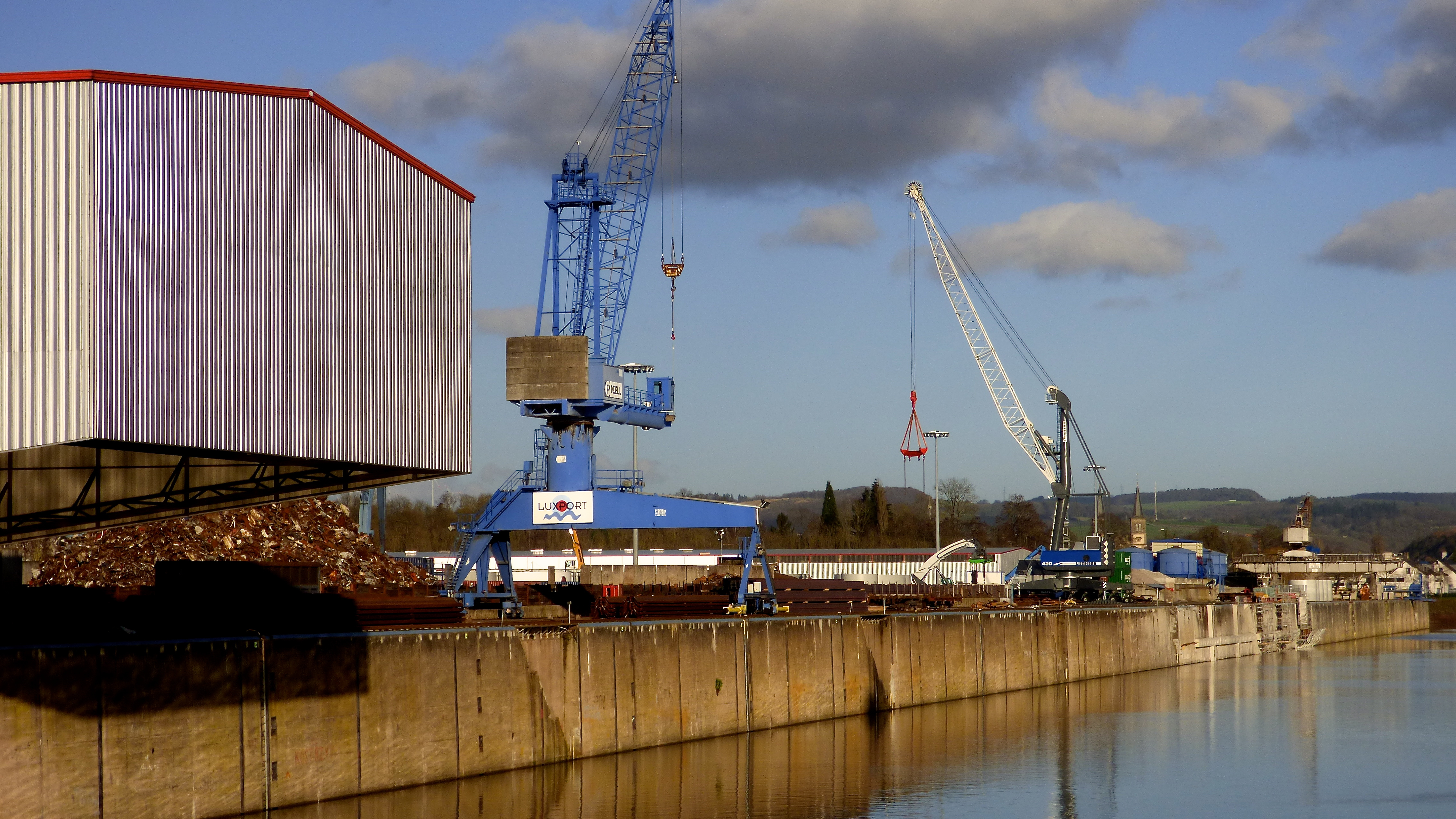
Der LUXPORT-Quai

Des Weiteren sind im Hafenareal noch zwei weitere Unternehmen tätig:
- Luxport S.A (Handling Ladung)
- Tanklux S.A.(Handling/Lagerung Erdölprodukte)

## Aktivitäten
Die Aktivitäten im Hafen hängen stark von denen der Eisen- und Stahlindustrie ab.
So wurden im Jahr 1990 noch 947.000 Tonnen Waren importiert, im Jahr 2000 waren es 491.000, um im Jahr 2004 auf 290.000 Tonnen zu sinken. Andererseits stieg die Menge der entladenen Güter im gleichen Zeitraum von 735.000 auf 1.138.000 t.

## Infrastruktur
Der Hafen von Mertert ist über ein Straßennetz von 6 km und ein Schienennetz von 20 km, die beide an den internationalen Verkehr angebunden sind, landseitig erschlossen.
Der Moselhafen selbst lässt sich in drei Teile gliedern, die alle am linken Ufer der kanalisierten Mosel liegen.
An der Mosel selbst gibt es einen Ölkai und einen Warte-Quai. Zwischen den beiden Quais befindet sich die Einfahrt zum Hafenbecken, vor dem halbkreisförmig ein Wendebecken angeordnet ist, so dass Schiffe, die aus Richtung Frankreich kommen oder dorthin wollen, beim Ein- und Auslaufen umkehren können.

### Hafenbassin
Das Hafenbecken hat eine Fläche von etwa 6 ha und ist 800 Meter lang, an der Spitze 70 Meter breit und am Eingang 80 Meter.
Der minimale Tiefgang beträgt 3,48 Meter.
Entlang der Kaianlagen des Beckens verlaufen zwei Gleise und zwei Straßen, und auf einer Fläche von 7,02 ha können neben dem Becken Güter gelagert werden.

### Der Ölquai

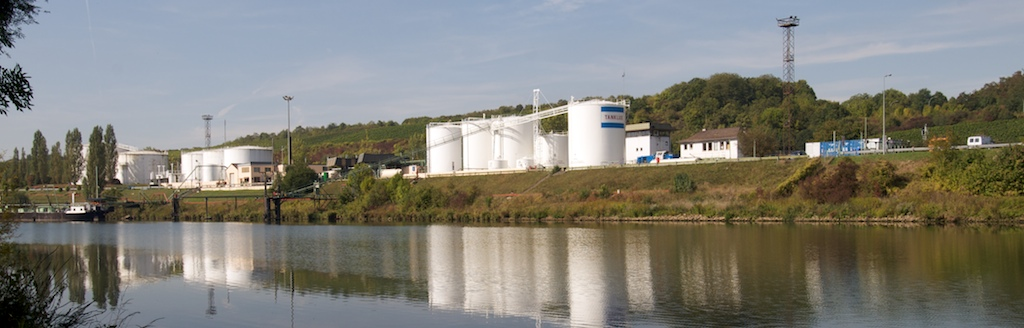
Erdölspeicher der TANKLUX

Der Ölkai liegt außerhalb des Hafenbeckens an der Mosel gegenüber von Temmels und hat eine Länge von 300 Metern, gelegen zwischen Kilometrierungspunkt 210.100 und 210.400. Der Umwänder ist befestigt und für die Aktivitäten am Kai sind 78 Hektar Land vorgesehen.

### Der Warte-Quai
Der Warte-Quai ist 212 Meter lang und befindet sich zwischen Kilometrierungspunkt 208.160 und 208.372.
Die Kaimauer ist mit Spundbohlen befestigt und für Schiffe gedacht, die auf die Einfahrt in die Hafenbecken warten oder Konvois zusammenstellen müssen.[2]

## Entstehungsgeschichte
Das Gesetz vom 22. Juli 1963 betreffend des Baus und der Bewirtschaftung eines Binnenhafens erlaubt der Regierung im Namen des Staates sich an einer Aktiengesellschaft zu beteiligen, dessen Aufgabe darin besteht:
- Planung eines Binnenhafens entlang der Mosel mit Anbau und Anschluss an die Straßen- und Eisenbahnnetze
- Bewirtschaften des Hafens nach industriellen sowie geschäftlichen Verfahren

Der Hafen von Mertert ist der einzige luxemburgischen Standort, an dem der Güterumschlag zwischen Binnenschifffahrt, Eisenbahn- und Straßenverkehr möglich ist.
Einige Eckdaten:
- erster Spatenstich erfolgte am 13. Februar 1964;
- 2.000.000 m3 Boden wurden ausgelagert, davon 530.000 m³ Stein;
- Installation von 10.000 m2 Spundwänden;
- Hafenbecken wurde am 3. Dezember 1965 geflutet

Am 1. September 1966 weihten der damalige Großherzog Jean und Großherzogin Joséphine-Charlotte den Hafen ein.